# Ilia Chimchiuri
Ilia Chimchiuri (19 de abril de 1973) es un deportista ucraniano que compitió en judo. Ganó dos medallas de bronce en el Campeonato Europeo de Judo en los años 1996 y 1998.

## Palmarés internacional
| Campeonato Europeo | Campeonato Europeo     | Campeonato Europeo | Campeonato Europeo |
| Año                | Lugar                  | Medalla            | Categoría          |
| ------------------ | ---------------------- | ------------------ | ------------------ |
| 1996               | La Haya (Países Bajos) | Medalla de bronce  | –71 kg             |
| 1998               | Oviedo (España)        | Medalla de bronce  | –73 kg             |